# Cour de la Ferme-Saint-Lazare
La cour de la Ferme-Saint-Lazare est une voie du 10e arrondissement de Paris, en France.

## Situation et accès
La cour de la Ferme-Saint-Lazare est une voie publique située dans le 10e arrondissement de Paris. Elle débute au 79, boulevard de Magenta et se termine en impasse au-delà de la cité de Chabrol. Elle dessert la rue Léon-Schwartzenberg et a une branche qui rejoint la rue de Chabrol.

## Origine du nom
La cour de la Ferme-Saint-Lazare tire son nom du voisinage des anciens enclos et maison Saint-Lazare.

## Historique
Cette voie a reçu son nom par arrêté municipal du 21 mai 2004.